# Lemnalia madagascarensis
Lemnalia madagascarensis is een zachte koraalsoort uit de familie Nephtheidae. De koraalsoort komt uit het geslacht Lemnalia. Lemnalia madagascarensis werd in 1969 voor het eerst wetenschappelijk beschreven door Verseveldt. 